# Косарёва (деревня)
Косарёва — деревня в Туринском городском округе Свердловской области, России.

## Географическое положение
Деревня Косарёва муниципального образования «Туринского городского округа» расположена в 33 километрах к западу от города Туринска (по автотрассе — 37 километров), на левом берегу реки Чернушка (правый приток реки Сусатка).

## Население
| 2002 | 2010 | 2021 |
| ---- | ---- | ---- |
| 30   | ↘14  | ↘8   |